# Władcy Eu
Władcy Eu, franc. Comtes d’Eu

## Dynastia normandzka
- 996–1015: Godfryd de Brionne
- 1015–1040: Gilbert de Brionne
- 1040–1058: Wilhelm I
- 1058–1080: Wilhelm II
- 1080–1091: Robert I
- 1091–1140: Wilhelm III
- 1140–1170: Jan
- 1170–1191: Henryk I
- 1191–1246: Alicja

## Lusignanowie

Herb hrabiów Eu z rodu Lusignan

- 1197–1246: Raoul I
- 1246–1250: Raoul II
- 1250–1260: Maria

## Dynastia de Brienne
- 1250–1260: Alfons
- 1260–1294: Jan I
- 1294–1302: Jan II
- 1302–1344: Raoul III
- 1344–1350: Raoul IV

## Kapetyngowie, linia d’Artois
- 1352–1387: Jan
- 1387–1387: Robert
- 1387–1397: Filip
- 1397–1472: Karol

## Walezjusze, linia burgundzka
- 1472–1491: Jan II de Nevers

## Dynastia kliwijska
- 1492–1506: Engelbert de Nevers
- 1506–1521: Karol II de Nevers
- 1521–1561: Franciszek I de Nevers
- 1561–1562: Franciszek II de Nevers
- 1562–1564: Jakub de Nevers
- 1564–1633: Katarzyna de Nevers

## Gwizjusze
- 1633–1640: Charles de Guise
- 1640–1654: Henryk II de Guise
- 1654–1654: Ludwik de Joyeuse
- 1654–1660: Ludwik Józef de Guise

## Burbonowie, linia Montpensier
- 1660–1681: Anna de Montpensier

## Burbonowie
- 1681–1736: Ludwik August Burbon
- 1736–1755: Ludwik August II Burbon
- 1755–1775: Ludwik Karol Burbon
- 1775–1793: Ludwik de Penthièvre
- 1793–1821: Ludwika Maria de Penthièvre

## Dynastia orleańska
- 1842–1922: Gaston
- 1974 –: Fulko